# Blanca Fernández Ochoa
Blanca Fernández Ochoa (n. 22 aprilie 1963, Madrid, Noua Castilie⁠(d), Spania – d. august 2019, Cercedilla⁠(d), Spania) a fost o schioare alpină ce a reprezentat Spania, medaliată olimpică. A participat la 4 ediții ale Jocurilor Olimpice (1980, 1984, 1988, 1992) în care a câștigat o medalie de bronz.